# Moesgård Museum

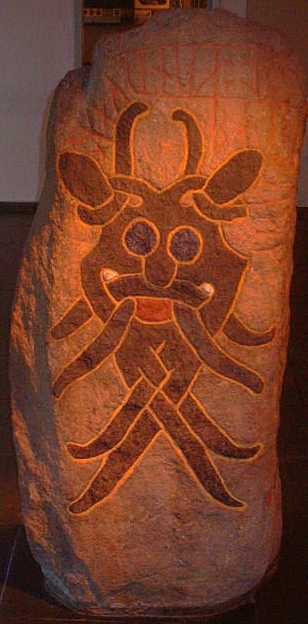
Het museum gebruikt een logo gebaseerd op een runensteen uit het Vikingtijdperk. (Mask stone)

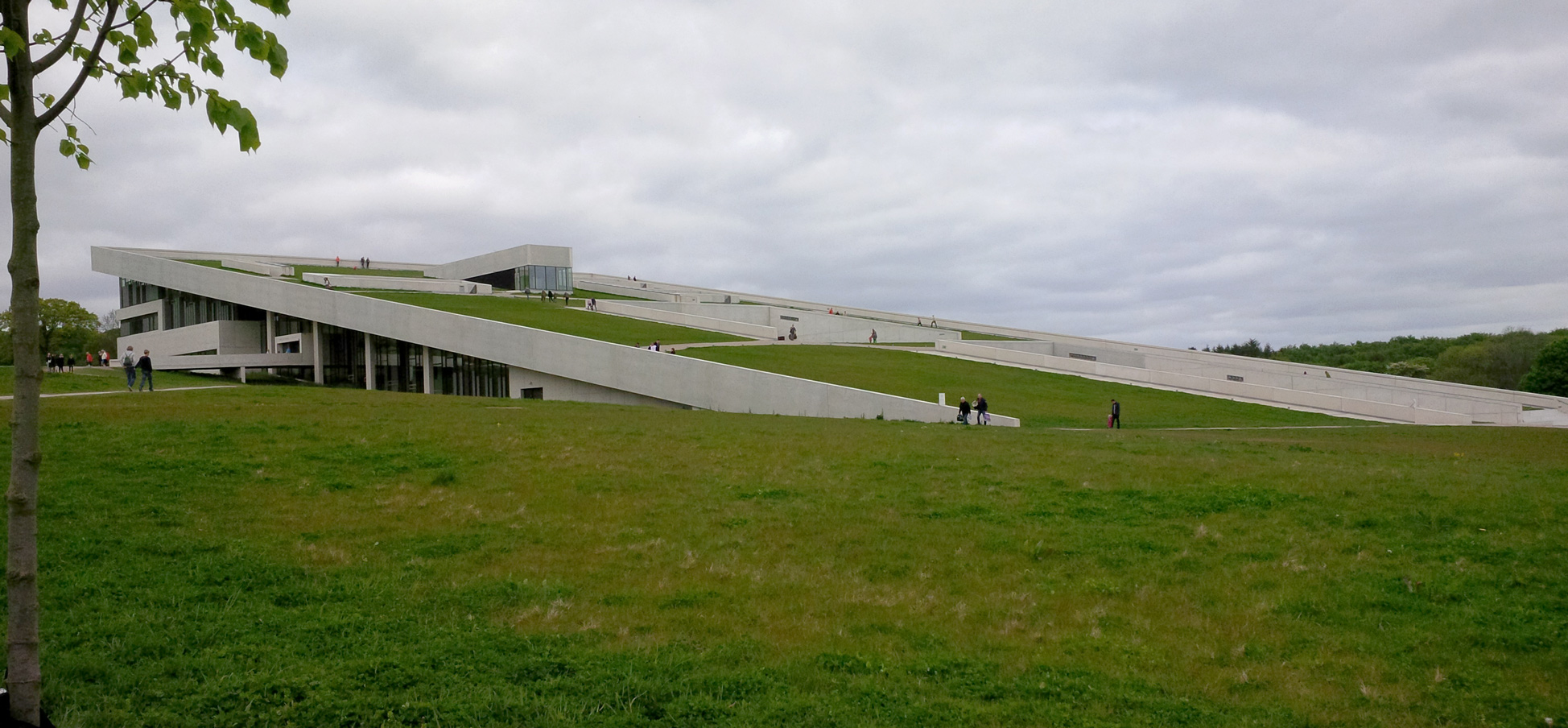
MoMu Moesgaard Museum Aarhus Denemarken

Het Moesgård Museum bevindt zich op het landgoed Moesgård in Højbjerg, een voorstad van Aarhus, Denemarken.
Het is zowel een regionaal museum en een speciaal museum voor archeologie en etnografie. Het museum werkt samen met het Instituut voor Prehistorische Archeologie, Middeleeuwse en Renaissance archeologie, etnografie en antropologie aan de universiteit van Aarhus.
Het grootste deel van de collectie van archeologische artefacten van het museum is Deens, ook al bezit het museum een vrij grote hoeveelheid archeologisch materiaal - bekend als The etnografische collecties - van Bahrein en andere landen rond de Golf.
Naast artefacten bevat De etnografische collectie fotomateriaal, films en geluidsopnamen. Tentoonstellingen van het museum laten een aantal ongeëvenaarde archeologische vondsten uit het oude verleden van Denemarken zien, o.a. de Man van Grauballe, het best bewaarde veenlijk ter wereld. Verder bevat de collectie zeven lokale runen stenen.